# Vilémov u Golčova Jeníkova

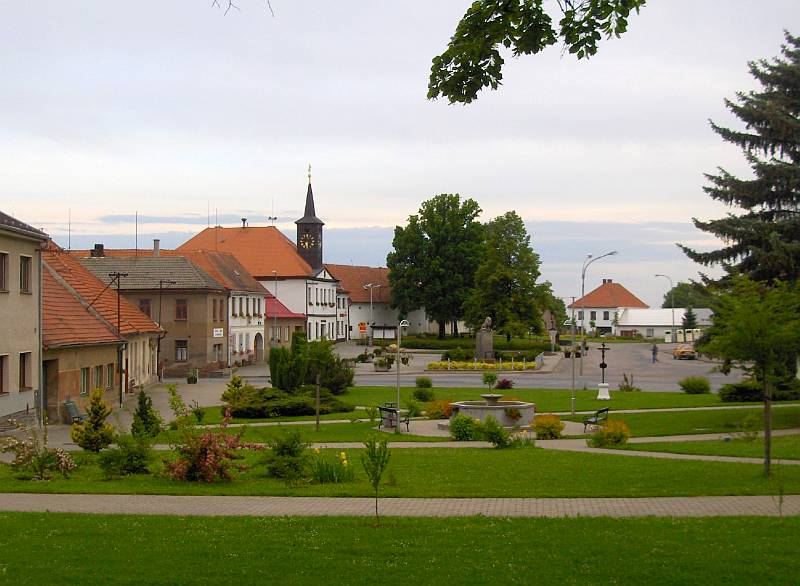
Marktplatz

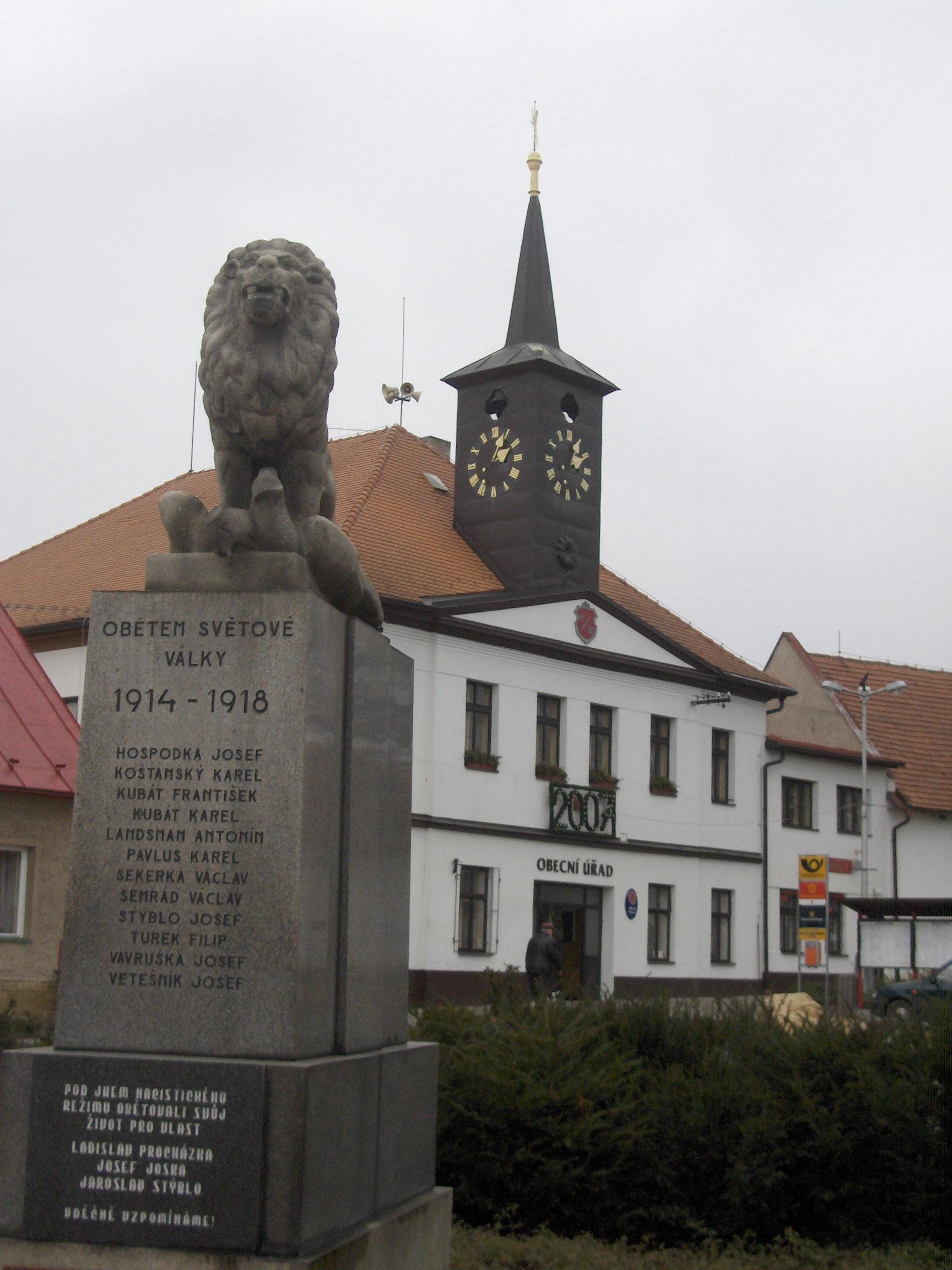
Rathaus

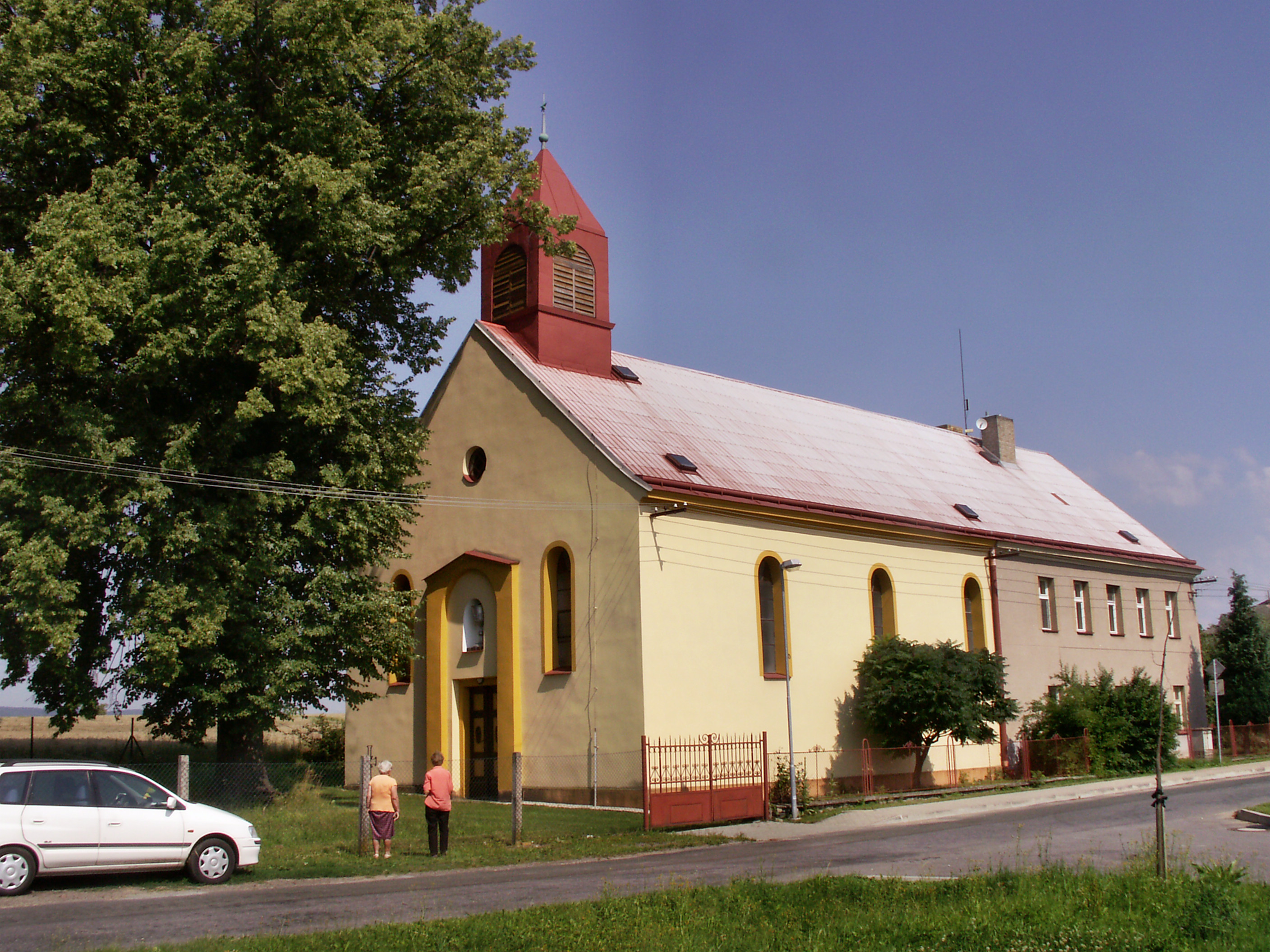
Evangelische Kirche

Vilémov (deutsch Wilimow) ist eine Minderstadt im Okres Havlíčkův Brod in der tschechischen Region Vysočina. Vilémov liegt etwa 23 Kilometer nördlich von Havlíčkův Brod, 46 Kilometer nördlich von Jihlava und 87 Kilometer östlich von Prag.

## Geographie
Vilémov befindet sich gegenüber dem Zusammenfluss der Bäche Babský potok und Hostačovka in der Böhmisch-Mährischen Höhe. Durch Vilémov verläuft die Staatsstraße II/345 zwischen Golčův Jeníkov und Chotěboř, von der hier die II/340 nach Seč abzweigt.
Nachbarorte sind Spytice und Bučovice im Norden, Heřmanice, Malejov und Spačice im Nordosten, Úhrov im Osten, Točice, Kraborovice und Ždánice im Südosten, Košťany, Hostovlice, Černá Pila, Sychrov und Jakubovice im Süden, Klášter und Nasavrky im Südwesten, Vrtěšice im Westen sowie Stupárovice und Sirákovice im Nordwesten.

## Geschichte
Das Benediktinerkloster Wilmzell bzw. Wilmhals mit der Klosterkirche St. Peter und Paul und das Städtchen Wilhelmow wurden im Jahre 1119 durch die Brüder Wilhelm und Heinrich von Sulzbach, Verwandte der böhmischen Herzogin Richenza von Berg und Ehefrau von Vladislav I. gestiftet. Zu Beginn des 13. Jahrhunderts gründete der Abt Hermann I. die klösterlichen Silberbergwerke bei Deutschbrod. Im Jahre 1253 wurde der Ort als Wilhelmszell bezeichnet. Nach der Schlacht auf dem Marchfeld wurde das Benediktinerstift im Herbst 1278 von Truppen des deutschen Königs Rudolf I. niedergebrannt. Im Jahre 1421 zerstörten die Hussiten das Kloster, danach bemächtigten sie verschiedene Adlige des umfangreichen Klosterbesitzes. Nach dem Ende der Hussitenkriege wurde das Kloster notdürftig wiederhergestellt, jedoch gelang es den Benediktinern nicht, ihre gesamten Güter zurückzuerlangen.
Als während des Böhmisch-Ungarischen Krieges ein Heer des ungarischen Königs Matthias Corvinus im Februar 1469 auf Kuttenberg vorrückte, wurden die Ungarn bei Vilémov von böhmischen Truppen eingekesselt. Während des Gefechts wurde Matthias Corvinus zu einer Unterredung mit seinem Widersacher Georg von Podiebrad gezwungen und nach seinem Versprechen zur Einstellung der Feindseligkeiten wieder freigelassen.
Nachdem das Kloster um 1575 aufgegeben worden war, verkaufte König Rudolf II. 1577 das wüste Kloster mit den Dörfern Bučowitz, Heřmanitz, Borek, Hostaulitz, Zhoř, Jakubowitz, Zdanitz, Ponstwy, Kmec und Čestowitz, den Wäldern Listowice und Kozogedsky sowie den Teichen Strach und Mnich für einen Kaufschilling von 6500 Schock böhmischen Groschen an Beneš Beneda von Nečtiny. Der abgelegene Klosterbesitz wurde anderweitig verkauft. 1578 ließ Beneš Beneda auf den Ruinen des Klosters eine Feste erbauen. Im Jahre 1604 erwarb Wenzel Borniow von Lhota auf Roztoky und Vinaře die Herrschaft Wilimow. Ihm folgte vor 1639 der Časlauer Kreishauptmann Wilhelm Borinis von Lhota. Später erwarben die Grafen Caretto von Milessimo die Herrschaft. Aus der 1681 unter Karl Leopold Caretto von Milessimo erstellten Revisitation der Herrschaft geht hervor, dass sie aus dem Dorf Wilimow, dem Gut Wilimow sowie den Dörfern Zhoř, Nasavrky, Vrtěšice, Bučovice, Heřmanice, Ždánice, Hostovlice und Jakubovice bestand. Wenzel Ferdinand Caretto von Milessimo ließ die Feste nach 1689 zu einem Barockschloss umbauen. Im 18. Jahrhundert ließen die Grafen Caretto von Milessimo die Herrschaft zum Fideikommiss erklären. Das Städtchen erhielt 1747 durch Maria Theresia die Privilegien für zwei Jahrmärkte, drei Viehmärkte und einen donnerstäglichen Wochenmarkt, wobei letzterer im 19. Jahrhundert nicht mehr abgehalten wurde. Johann Wenzel Caretto von Milessimo stiftete 1753 in Wilimow ein Spital. 1788 wurde im Rathaus von Wilimow eine Schule eingerichtet. Wenzel Graf Caretto von Milessimo vererbte die Fideikommissherrschaft Wilimow seinem Neffen Joseph Caretto von Milessimo. Im Jahre 1840 bewirtschaftete die Herrschaft Wilimau fünf Meierhöfe in Wilimow, Kloster, Heřmanitz, Leschkowitz und den Neuhof bei Hostaulitz sowie drei Forstreviere, das Kloster, Leschkowitzer und Heřmanitzer Revier. Die Nutzfläche der Herrschaft umfasste 5002 Joch 880 Quadratklafter. Das Herrschaftsgebiet umfasste den Markt Wilimow, die Dörfer Kloster Wilimow (Klášter), Heřmanitz, Butschowitz, Hostaulitz, Jakubowitz, Leschkowitz, Nasaberg, Wrtieschitz, Zdanitz und Zhoř sowie die Untere Mühle in Pařížov. Der untertänige Markt Wilimow bestand aus 153 Häusern, in denen 984 Personen, darunter eine jüdische Familie, lebten. In Wilimow gab es ein Rathaus, einen obrigkeitlichen Meierhof, ein dominikales Branntweinhaus, zwei Einkehrhäuser, eine Bierschenke und die Unterstädtler Mühle. Wilimow besaß einen Stadtrichter und einen Grundbuchführer. Die Bewohner des Marktes lebten vom Feldbau und verschiedenen Gewerben. Amts- und Pfarrort war Kloster Wilimow.
Im Jahre 1843 brannte das Rathaus ab, in den Jahren 1856–1865 wurde das heutige Rathaus erbaut. Nach der Aufhebung der Patrimonialherrschaften bildete Vilímov mit den Ortsteilen Hostovlice, Klášter und Ždánice eine Marktgemeinde im Gerichtsbezirk Habern. Ab 1868 gehörte der Markt zum Bezirk Časlau. 1869 hatte Vilímov 1286 Einwohner und bestand aus 163 Häusern. Nach dem Aussterben der Grafen Caretto von Milessimo erbte Wenzel Reisky von Dubnitz den Großgrundbesitz. Im Jahre 1900 lebten in Vilímov 984 Menschen, 1910 waren es 1030. Hostovlice, Ždánice und Klášter lösten sich 1907 los und bildeten eigene Gemeinden. Seit 1924 wird Vilémov als Gemeindename verwendet. 1930 hatte Vilémov 948 Einwohner und bestand aus 183 Häusern. 1949 wurde Vilémov dem Okres Chotěboř zugeordnet, nach dessen Aufhebung im Zuge der Gebietsreform von 1960 kam der Ort zum Okres Havlíčkův Brod. 1961 erfolgte die Eingemeindung von Bučovice, Heřmanice, Hostovlice (mit Ždánice), Klášter und Zhoř (mit Jakubovice). 1976 kamen noch Kraborovice, Dálčice, Košťany und Úhrov als Ortsteile hinzu. Zu Beginn des Jahres 1989 wurden noch Spytice und Zvěstovice eingemeindet. Kraborovice, Úhrov, Bučovice, Heřmanice und Zvěstovice lösten sich im November 1990 wieder von Vilémov los. Beim Zensus von 2001 lebten in den 492 Häusern der Gemeinde 1076 Personen, davon 42 in Dálčice (21 Häuser), 47 in Hostovlice (20 Häuser), 15 in Jakubovice (19 Häuser), 229 in Klášter (112 Häuser), 3 in Košťany (11 Häuser), 59 in Spytice (40 Häuser), 667 in Vilémov (249 Häuser), 0 in Zhoř (5 Häuser) und 14 in Ždánice (15 Häuser). Am 10. Oktober 2006 wurde der Status von Vilémov als Městys erneuert. Am 4. September 2014 stürzte die Brücke der Staatsstraße II/345 über die Hostačovka bei Reparaturarbeiten ein, dabei starben vier Arbeiter.

## Gemeindegliederung
Die Gemeinde Vilémov besteht aus den Ortsteilen Dálčice (Daltschitz), Hostovlice (Hostaulitz), Jakubovice (Jakubowitz), Klášter (Kloster ), Košťany (Koschtian), Spytice (Spititz), Vilémov (Wilimow), Zhoř (Zhorz) und Ždánice (Zdanitz). Grundsiedlungseinheiten sind Dálčice, Hostovlice, Jakubovice, Klášter, Košťany, Spytice, Točice (Totschitz), Vilémov und Ždánice. Zu Vilémov gehören außerdem die Einschichten Černá Pila, Cihelna, Na Doubravě, Potěšilka und Sychrov (Neuhof).
Das Gemeindegebiet gliedert sich in die Katastralbezirke Dálčice, Hostovlice, Klášter u Vilémova, Spytice, Vilémov u Golčova Jeníkova, Zhoř u Vilémova und Ždánice u Vilémova.

## Sehenswürdigkeiten
- Schloss Klášter, es erhielt seine spätbarocke Gestaltung um 1770 unter Johann Josef Caretto von Milessimo nach Plänen von Johann Joseph Wirch, 1948 wurde Alfred Reisky von Dubnitz enteignet, danach diente das Schloss bis 1992 als Schulgebäude, 1991 erfolgte die Rückübertragung an die Familie Reisky
- barocke Kirche des hl. Wenzel in Klášter, fertiggestellt 1727, sie entstand auf dem Grundmauern der ehemaligen Klosterkirche
- Evangelische Kirche in Vilémov, geweiht 1882 im umgebauten Fabrikgebäude einer ehemaligen Schalweberei
- Rathaus in Vilémov, erbaut 1856–1865
- Wüste Burg Červenice, westlich von Vilémov auf einem Sporn über dem Tal der Váhanka

## Persönlichkeiten
- Gustav Adolf Skalský (1857–1926), arbeitete als Priester im Ort
- Miloslav Kejval (* 1973), Radrennfahrer